# Švihovské hvozdy
Švihovské hvozdy este o arie protejată (arie specială de conservare — SAC, sit de importanță comunitară — SCI) din Republica Cehă întinsă pe o suprafață de 724,16 ha, integral pe uscat.

## Localizare
Centrul sitului Švihovské hvozdy este situat la coordonatele 49°27′49″N 13°13′43″E / 49.463611°N 13.228611°E.

## Înființare
Situl Švihovské hvozdy a fost declarat sit de importanță comunitară în noiembrie 2009 pentru a proteja un număr necunoscut de specii din flora spontană și fauna sălbatică aflate în arealul zonei. Situl a fost protejat și ca arie specială de conservare în august 2016.

## Biodiversitate
Situată în ecoregiunea continentală, aria protejată conține 3 habitate naturale: Păduri de stejar și carpen Galio-Carpinetum, Păduri de fag Asperulo-Fagetum, Păduri pe pante, grohotișuri și ravene de Tilio-Acerion.
La baza desemnării sitului se află un număr nedeclarat de specii protejate.